# Mont-sur-Rolle
Mont-sur-Rolle es una comuna suiza del cantón de Vaud, situada en el distrito de Nyon. Limita al noreste con las comunas de Aubonne y Bougy-Villars, al este con Perroy, al sur con Rolle, y oeste y noroeste con Essertines-sur-Rolle.
La comuna formó parte hasta el 31 de diciembre de 2007 del distrito de Rolle, círculo de Rolle.